# Boris Pash

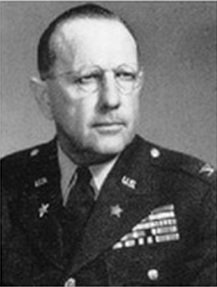
Boris Pash (1945)

Boris Theodore Pash (* 20. Juni 1900 in San Francisco; † 11. März 1995 in Greenbrae, Kalifornien) war ein Offizier der United States Army. Im Zweiten Weltkrieg war er zunächst für die Untersuchung potentieller Sicherheitslücken im Manhattan-Projekt zuständig. Als militärischer Leiter der Alsos-Mission war er gegen Kriegsende für die Aufdeckung des deutschen Atomprogramms verantwortlich. Nach dem Krieg belastete er den wissenschaftlichen Leiter des Manhattan-Projekts Robert Oppenheimer in einer Sicherheitsanhörung schwer.

## Ausbildung und Beruf
Pash wurde als Sohn des russisch-orthodoxen Priesters Theophilus Pashkovsky, der von seiner Kirche in den 1880er Jahren nach Kalifornien gesandt wurde, geboren. Seine Mutter war serbischer Abstammung, wurde jedoch ebenfalls in den Vereinigten Staaten geboren. Als Pash zehn Jahre alt war, wurde sein Vater zum Dienst nach Russland zurückberufen, wobei er seine Familie mitnahm.
Während des Russischen Bürgerkriegs diente Pash in der weißrussischen Marine am Schwarzen Meer. Im Alter von 19 Jahren hatte er den Rang eines Signalmannes inne und diente auf dem Flaggschiff der Flotte. Da er fließend Russisch und Englisch sprach, wurde er als Übersetzer in Treffen zwischen der britischen und russischen Admiralität eingesetzt. Für seine Verdienste erhielt er den Russischen Orden des Heiligen Georg.
Als zum Ende des Bürgerkriegs die Bolschewiki die Oberhand gewannen, trat er der YMCA bei und floh nach Paris. Dort unterrichtete er in russischen Flüchtlingslagern, bis er in die Vereinigten Staaten zurückkehren konnte, wo er an der YMCA School in Springfield, Massachusetts eine Ausbildung als Sportlehrer begann. Nach Abschluss seiner Ausbildung war er bis zum Beginn des Zweiten Weltkriegs als Lehrer angestellt, zuletzt an der Hollywood High School in Los Angeles.

## Militärische Laufbahn

### Manhattan-Projekt

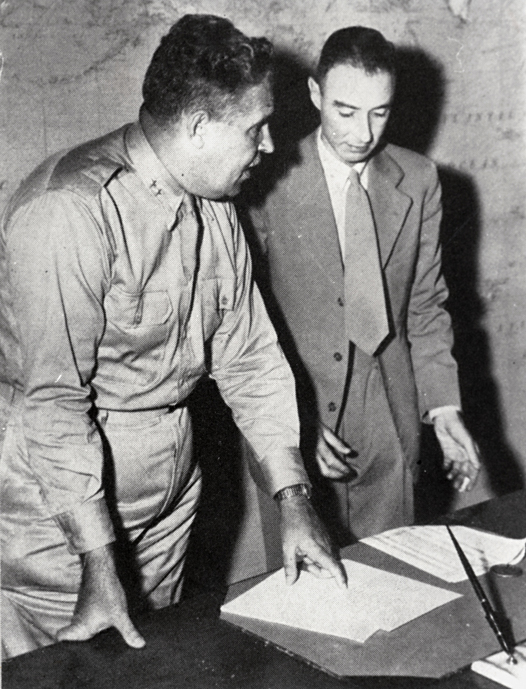
Leslie R. Groves und Robert Oppenheimer während des Manhattan-Projekts

In den Zwischenkriegsjahren trat er der United States Army Reserve bei, wo er dem militärischen Geheimdienst zugewiesen wurde und sich in diesem Bereich weiter qualifizierte. Im Juni 1940 wurde er in den aktiven Dienst einberufen und an das Presidio in San Francisco als Leiter der Spionageabwehr im IX Corps abgeordnet. Nach dem Eintritt der Vereinigten Staaten in den Zweiten Weltkrieg war er für die Untersuchung potentieller Sicherheitslücken am Lawrence Berkeley National Laboratory verantwortlich, durch die sowjetische Spione geheime Informationen über das Manhattan-Projekt hätten erhalten können. Dabei machte er durch unorthodoxe Sicherheitsmaßnahmen und seine energischen Vernehmungen der Projekt-Mitarbeiter über ihre kommunistischen Kontakte auf sich aufmerksam.
Insbesondere war er bei dem als Chevalier Incident bekannt gewordenen Vorfall beteiligt. Der wissenschaftliche Leiter des Manhattan-Projekts Robert Oppenheimer war im Winter 1942/1943 bei einer Dinner-Party von seinem Freund und Literaturprofessor Haakon Chevalier beiseite genommen worden. Chevalier informierte ihn über ein Angebot von George Eltenton, einem gemeinsamen Bekannten, technische Informationen über das Manhattan-Projekt an die Sowjetunion weiterzuleiten. Eltenton selbst war von dem russischen Spion Peter Iwanow kontaktiert worden. Oppenheimer lehnte mit deutlichen Worten ab, meldete aber die Episode mit Rücksicht auf Chevalier zunächst nicht an die Sicherheitsbehörden weiter.
Erst ein halbes Jahr später, am 25. August 1943, erwähnte er einem Sicherheitsoffizier gegenüber den Kontaktversuch Eltentons. Am darauffolgenden Tag wurde Oppenheimer von Pash verhört, die Befragung wurde heimlich aufgezeichnet. In diesem Verhör weigerte sich Oppenheimer den Namen Chevaliers zu nennen, nach einer Fangfrage Pashs sprach er auch versehentlich von mehreren Kontaktversuchen Eltentons. Diese Weigerung Oppenheimers führte dazu, dass ihn daraufhin der militärische Leiter des Manhattan-Projekts Leslie R. Groves unter vier Augen noch einmal bat, den Namen zu nennen. Oppenheimer sträubte sich weiterhin. Erst als Groves ihm später den militärischen Befehl zur Nennung des Namens erteilte, musste er Chevalier preisgeben. Während Chevalier seine Anstellung verlor, hatte die Episode für Oppenheimer zunächst keine Konsequenzen, da er zu diesem Zeitpunkt zu wichtig für das Manhattan-Projekt war.

### Die Alsos-Mission
Groves war von Pashs Kompetenz und Antrieb stark beeindruckt. Nach dem erfolgreichen Abschluss seines Auftrags wurde er nach Washington, D.C. berufen. Groves beauftragte Pash, mittlerweile im Rang eines Oberstleutnants, unter seiner Leitung die Alsos-Mission zu organisieren. Das Ziel der Mission war die Aufdeckung und Zerstörung des deutschen Atomwaffenprogramms. Als wissenschaftlicher Leiter des Unternehmens wurde im Verlauf der Mission der Physiker Samuel Goudsmit berufen.
Alsos I
In der Alsos I-Mission landete er Mitte Dezember 1943 in Italien und erreichte zunächst Neapel, wo er italienische Marineoffiziere und Universitätsprofessoren befragen konnte. Diese konnten ihm aber keine bedeutenden Hinweise auf das deutsche Atomprogramm geben. Im Verlauf des Winters rückte er dann weiter nach Rom vor, wo er die italienischen Physiker Edoardo Amaldi und Gian-Carlo Wick befreien konnte, doch auch diese konnten ihm ebenfalls keine weiterführenden Informationen geben. Am 22. Februar 1944 musste er erfolglos in die Vereinigten Staaten zurückkehren.
Alsos II
Kurz nach der Landung in der Normandie betrat Pash im Juni 1944 in der Alsos II-Mission Frankreich. Am 25. August 1944 erreichte er Paris, wo er auf den französischen Physiker Frédéric Joliot-Curie traf, der ihn bereits auf den Stufen zur Universität erwartete. Doch auch dieser konnte ihm wenig verwertbare Fakten über das deutsche Atomprogramm geben. Erst nach der Befreiung von Brüssel am 9. September 1944 konnte er in den Räumen des belgischen Uranproduzenten Union Minière du Haut Katanga Hinweise auf größere Uran-Lieferungen an die deutschen Auerwerke und die Degussa finden. In den Philips-Werken in Eindhoven erfuhr er dann von Hochspannungsausrüstung, die im Auftrag des Reichsforschungsrats an die deutschen Physiker Carl Friedrich von Weizsäcker und Karl-Heinz Höcker an die Universität Straßburg geliefert worden waren. Als Straßburg Ende November 1944 fiel, reiste er umgehend an die dortige Universität, doch die beiden Wissenschaftler waren bereits abgereist. In von Weizsäckers Büro, das übereilt verlassen worden war, fand er jedoch Briefe von und an andere Mitglieder des Uranvereins. Aus den Briefen konnte man schließen, dass Deutschland keine Atombombe hatte und auch in absehbarer Zeit keine herstellen würde.
Groves war davon jedoch nicht überzeugt, denn die in Straßburg gefundenen Unterlagen deuteten auf ein verdächtiges Forschungslabor im hohenzollerischen Hechingen hin, wohin das Uranprojekt um Werner Heisenberg von Berlin aus verlagert worden war. Um den französischen Truppen zuvorzukommen, planten Groves und Pash die Anlagen in Hechingen mit Fallschirmjägern aus der Luft anzugreifen oder durch Bombenangriffe zu zerstören. Der Physiker Goudsmit konnte Groves jedoch überzeugen, dass das deutsche Uranprojekt diesen Aufwand nicht wert sei, und so entschloss man sich für eine Landoperation.
Alsos III

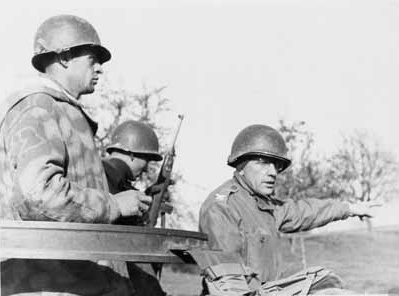
Boris Pash (rechts) während der Alsos III-Mission im April 1945 in Hechingen

Am 6. März 1945 wurde Pash zum Oberst befördert. In der Alsos III-Mission betrat er zusammen mit der 6th Army Group am 23. März 1945 Deutschland. In Heidelberg konnte er am 30. März 1945 die Physiker Walther Bothe und Wolfgang Gentner aufgreifen, die dort an ihrem Zyklotron arbeiteten. Dort erfuhr er auch, dass ein weiterer Teil des Uranprojekts unter Kurt Diebner von Berlin ins thüringische Stadtilm verlagert worden war. Da Stadtilm nach der geplanten Aufteilung Deutschlands in der sowjetischen Besatzungszone liegen würde, eilte Pash nach Thüringen, um Diebner dort aufzugreifen. Zwar gelang es ihm, kurz vor den russischen Streitkräften dort einzutreffen, doch Diebner war mit seinen Mitarbeitern und Materialien bereits in Richtung München geflohen.
Zwischen dem 22. und 26. April 1945 konnte er schließlich in Hechingen und den nahe gelegenen Orten Tailfingen und Haigerloch die geheimen Forschungslabore des deutschen Uranprojekts aufdecken. Dabei stellte sich heraus, dass die deutschen Forschungen mit dem Forschungsreaktor Haigerloch noch nicht einmal bei der Herstellung einer kritischen nuklearen Kettenreaktion angelangt waren. Pash ordnete die Zerstörung der Anlagen an (was jedoch nicht geschah), die beteiligten Wissenschaftler wurden verhaftet und die wertvollen Materialien in die Vereinigten Staaten ausgeflogen. Die Mission war schließlich erfolgreich.
Die Erfahrungen aus dieser Zeit veröffentlichte Pash im Jahr 1969 in seinem Buch The Alsos Mission.

### Nachkriegszeit
Nach Ende des Kriegs wurde Pash für besondere Verdienste mit der Army Distinguished Service Medal ausgezeichnet und in die Military Intelligence Hall of Fame aufgenommen. Von 1946 bis 1947 diente er als Leiter der Abteilung für Internationale Beziehungen unter General Douglas MacArthur in Tokio.
Von 1948 bis 1951 war er der Vertreter der US-Armee bei der CIA. Dort war er Leiter der umstrittenen Abteilung Program Branch 7 (PB/7), die für die Aufdeckung von Doppelagenten innerhalb der CIA zuständig war. Von 1952 bis 1953 diente er dann als Planungsoffizier bei den Special Forces in Österreich. Von 1953 bis 1956 war er Unterabteilungsleiter Aufklärung im Stab (Deputy Assistant Chief of Staff for Intelligence) der 6. US-Armee.
Im April 1954 sagte Pash in einer Sicherheitsanhörung gegen Robert Oppenheimer (siehe auch In der Sache J. Robert Oppenheimer) über den Chevalier-Vorfall aus. Die Mitschnitte von Pashs erstem Verhör belasteten dabei Oppenheimer schwer, da er in der Folge verschiedene Versionen der damaligen Ereignisse gegeben hatte. Oppenheimer verlor nach dieser Anhörung seine Unbedenklichkeitsbescheinigung und seinen politischen Einfluss.
Von 1956 bis zu seiner Pensionierung 1957 arbeitete Pash im US-Verteidigungsministerium.

## Veröffentlichungen
- Boris T. Pash: The Alsos Mission. Award House, New York 1969 (englisch, Neuauflage: Ace Books 1980, ISBN 0-441-01790-8).

## Belege